# Pero de Góis
Pero de Góis (1503 – 1554) è stato un politico e militare portoghese.

## Biografia
Lo storico Capistrano de Abreu menziona Pero de Góis come fratello del cartografo Damião de Góis.
Giunto per la prima volta in Brasile nel 1532, Pero de Góis prese parte ad una spedizione guidata da Martim Afonso de Sousa. Fu capitano donatario della Capitaneria di São Tomé, consessagli nel 1534 da Giovanni III del Portogallo.
Nel 1534, durante la cosiddetta Guerra di Iguape, Pero de Góis comandò un contingente portoghese contro le forze nemiche, condotte dallo spagnolo Ruy Garcia de Mosquera, asserragliate sulla collina chiamata Outeiro do Bacharel. Le sue forze furono tuttavia sconfitte ed egli stesso fu ferito gravemente da un colpo di archibugio. In seguito alla sconfitta portoghese gli spagnoli e i loro alleati indigeni saccheggiarono São Vicente.
Góis ritornò nuovamente in Brasile intorno al 1538, fondando nella sua Capitaneria l'insediamento di Vila da Rainha (l'odierna São Francisco de Itabapoana). Negli anni seguenti dovette affrontare diversi problemi legati a conflitti con la confinante Capitaneria di Espírito Santo e con le popolazioni indigene.
Dopo aver avviato sul suo territorio la coltivazione della canna da zucchero, che introdusse dalla Capitaneria di São Vicente, Pero ritornò in Portogallo per procurarsi manodopera e attrezzature per la costruzione di mulini per la lavorazione della canna da zucchero (engenho de açúcar). Al suo ritorno in Brasile nel 1548 trovò la colonia abbandonata a causa dei conflitti con le popolazioni indigene vicine quali i Goitacá e i Purí.
Un fratello di Pero de Góis, Luís, che risiedette per diversi anni nella Capitaneria di São Vicente, è ritenuto essere tra i primi ad aver introdotto il tabacco in Europa. Egli infatti fece pervenire semi e foglie della pianta di tabacco, ritenuta avere proprietà protettive contro varie malattie, al diplomatico francese Jean Nicot, che introdusse a sua volta il consumo di tabacco nella corte francese.